# Nieuwe Vijzelstraat
De Nieuwe Vijzelstraat is een ultrakorte straat van circa 20 meter lengte in Amsterdam-Centrum.

## Geschiedenis en ligging
De straat ligt vanuit het centrum gezien in het verlengde van de Vijzelstraat en Vijzelgracht. Ze werd daar per raadsbesluit van 23 december 1874 naar vernoemd; een indirecte vernoeming naar vermoedelijk Cornelis Arents Vijselaar die daar rond 1600 en Jan Vijselaar die daar rond 1632 gewoond zouden hebben, maar dan wel in het stukje straat tussen Muntplein en Reguliersdwarsstraat. De Nieuwe Vijzelstraat begint bij brug 86, die de straat Vijzelgracht over de Lijnbaansgracht voert naar de Nieuwe Vijzelstraat. Aan de zuidkant sluit ze aan op de Weteringschans en Weteringcircuit.
De naam Nieuwe Vijzelstraat was al eerder in gebruik voor een deel van de Vijzelstraat richting stad uit, vermoedelijk het stuk na de Reguliersdwarsstraat.

## Gebouwen
De straat heeft slechts twee even huisnummer, huisnummer 2 dat aan de westzijde is geplaatst en huisnummer 4 voor het metrostation Vijzelgracht. Aan de oostzijde staan de gebouwen met de huisnummers 1 tot en met 7. Die oneven huisnummers vertegenwoordigen gebouwen die rond 1874 gebouwd zijn. Het is een blokje van vier herenhuizen, met symmetrische opzet, al is die op de begane grond door de winkelverbouwingen verloren gegaan. Die verbouwingen begonnen overigens al in de 19e eeuw.
Aan de westzijde op de hoek met de Weteringschans stond vanaf 1877 jarenlang de Vierde Hogere Burger School. Die school werd in de loop der jaren een sta-in-de-weg en werd al voor de Tweede Wereldoorlog gesloopt, om de straat te verbreden, zoals eerder was gebeurd met de Vijzelstraat. Geldgebrek zorgde voor uitstel en afstel van verbreding; het was toen mogelijk om voor enige tijd een poffertjeskraam op de open plek neer te zetten. Later vestigde zich Cafe-restaurant De hof van Eden zich daar. In de jaren zeventig verdwenen die tijdelijke gebouwtjes. Begin jaren tachtig werd ook dit stuk aangepakt. De oude gebouwtjes gingen rond 1983 tegen de vlakte en werden vervangen door een nieuwbouwcomplex Nieuwe Vijzelgracht 2/Weteringschans 159-161 ten behoeve van de gemeentelijke Woningbouwvereniging Amsterdam-Zuid. Midden 2018 werd aan deze zijde de ingang geopend van het metrostation Vijzelgracht.

## Openbaar vervoer
Sinds het begin heeft er openbaar vervoer door de straat gereden. Eerst de paardentram, tot 2023 de elektrische tram en sinds midden 2018 rijdt de Noord/Zuidlijn onder de straat door.

## Afbeelding

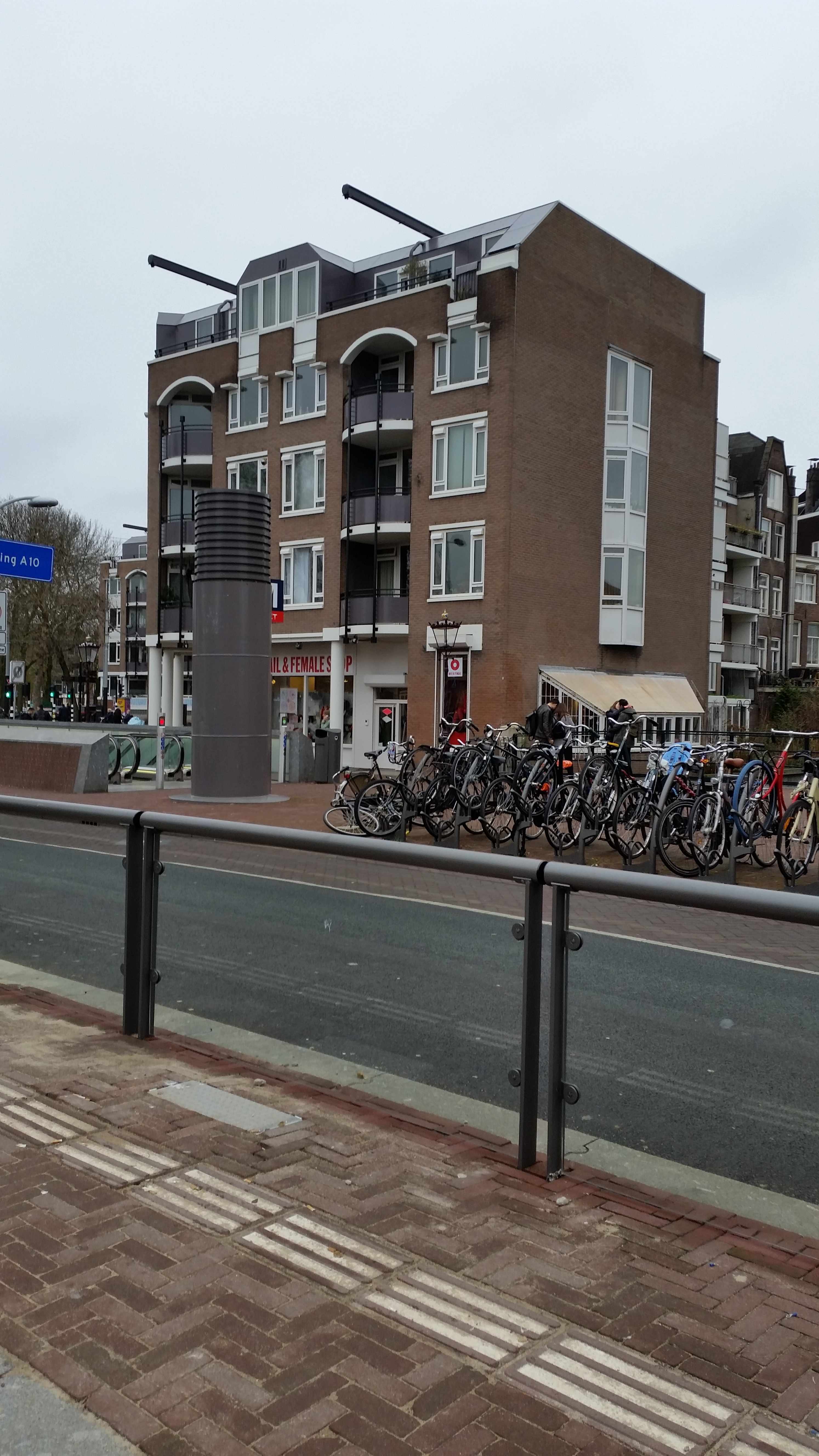
Nieuwe Vijzelstraat 2 achter een ventilatieschacht van de metro (februari 2019)
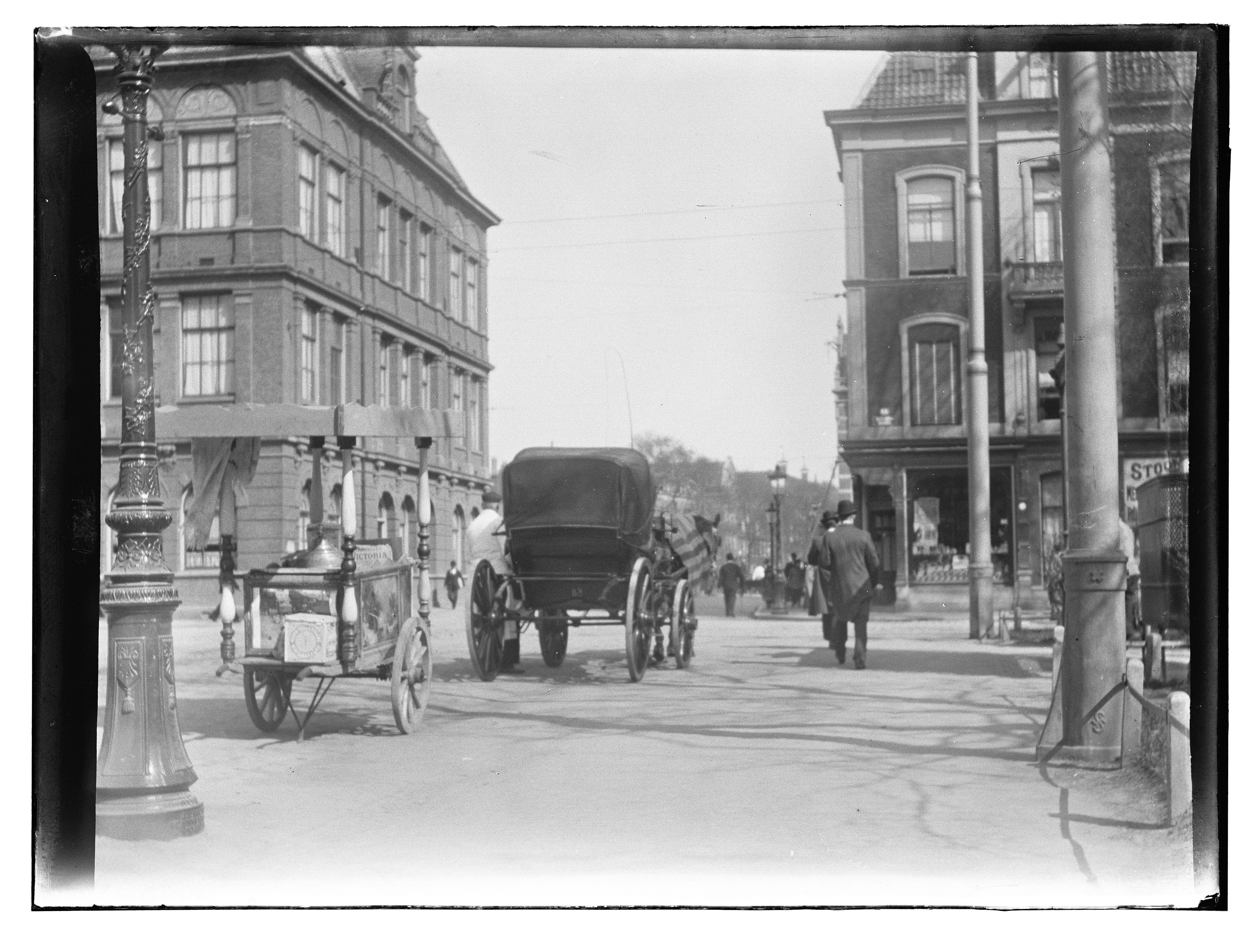
Nieuwe Vijzelstraat door Jacob Olie in 1904, links de HBS, rechts Nieuwe Vijzelstraat 7